# Буданцев, Лев Юстианович
Лев Юстиа́нович Буда́нцев (1929—2012) — советский и российский учёный, палеоботаник, доктор биологических наук, член-корреспондент РАН (1997), лауреат премия РАН им. В. Л. Комарова (2008).

## Биография
Родился 22 июня 1929 года в Борисоглебске Воронежской области, сын Ю. А. Буданцева, советского государственного деятеля, члена Совета министров Казахской ССР с 1940 года. Окончил Казанский государственный университет.
В 1956 году защитил кандидатскую диссертацию «Палеогеновые флоры Павлодарского Прииртышья и Северного Приаралья», в 1974 году — докторскую диссертацию «История арктической флоры эпохи раннего кайнофита».
Долгие годы работал в Ботаническом институте имени В. Л. Комарова РАН. С 1986 по 2001 год являлся его директором.
Являлся членом бюро Отделения общей биологии РАН, председателем Научного совета по ботанике при ОБН РАН, вице-президентом Русского ботанического общества, председателем специализированного ученого совета по защите докторских диссертаций при Ботаническом институте, членом редакционного совета Ботанического журнала, членом редколлегии Палеонтологического журнала, заведующим лабораторией палеоботаники БИН РАН.
Скончался в Санкт-Петербурге 17 сентября 2012 года.
Супруга — палоботаник, заслуженный деятель науки РФ А. И. Киричкова; сын Андрей (1957—2021) — также известный ботаник, доктор биологических наук, заведующий лабораторией растительных ресурсов БИН РАН, профессор СПХФА. Брат Аркадий, советский и российский научный деятель, биофизик и русский писатель.

## Научная деятельность
Лев Буданцев — специалист в области систематики и морфологии ископаемых растений, палеофлористики и фитостратиграфии.
Собрал ценную коллекцию ископаемых растений из разных регионов бывшего СССР и некоторых других стран.
Автор новой концепции происхождения, развития и расселения флор древнеарктического типа в северном полушарии. Первооткрыватель нового типа субтропической палеофлоры на Камчатке, значительно изменившего представления о палеофлорогенезе в регионе.

## Награды и премии
- Медаль ордена «За заслуги перед Отечеством» 2-й степени (17.08.2000)
- премия РАН им. В. Л. Комарова (2008) — за монографии: «Позднеэоценовая флора Западной Камчатки», «Раннепалеогеновая флора Западной Камчатки»
- премия им. Ханса Раусинга,
- медаль А. А. Борисяка ПИН РАН «За развитие палеонтологии»